# Westerbroekster-Engelbertermolenpolder
De Westerbroekster-Engelbertermolenpolder is een voormalig waterschap in de provincie Groningen.
Het waterschap is in 1871 ontstaan als een fusie van de Engelbertermolenpolder en de Westerbroekermolenpolder, waarbij nog enige onbemalen gronden aan het gebied werden toegevoegd. Het schap lag ten zuiden van Harkstede en ten noorden van het Winschoterdiep. De noordgrens lag bij de Borgsloot en de Borgweg, de oostgrens bij de Meesterslaan, het Vonderpad en de Nevelstraat, de zuidgrens langs het Winschoterdiep en de westgrens bij de Olgerweg. De polder waterde af via twee grote leidingen, de Borgsloot en de Engelberterwaterlossing. De polder was van de boezem van Duurswold gescheiden door een sluis in de Borgsloot. In het noorden van het gebied stond een stoomgemaal die uitsloeg op dit kanaal.
Waterstaatkundig gezien ligt het gebied sinds 2000 binnen dat van het waterschap Hunze en Aa's.

## Ingelegen polders
Geertsema meldt dat er in het waterschap nog vier kleine waterschappen liggen, elk met een eigen bemaling, die elk een uitgeveende plas droog leggen en elk op 11 november 1891 zijn ontstaan. Deze schapjes waren:
Nijborgspolderbij Geertsema: Nijborg, groot 8 ha, gelegen tussen de Engelberterweg en de Borgsloot
Weenderspolderbij Geertsema: Weender, groot 9 ha, lag iets ten noorden van Nijborg
Bodewespolderbij Geertsena: Bodewes, groot 5 ha, ten westen van de Engelberterweg en ten noorden van de Woortmansdijk
Helderspolderbij Geertsema: Helder, groot 16 ha, ten westen van de Engelberterweg en ten zuidoosten van de Hesselinkslaan